# 鑑證科
鑑證科（英文：Identification Bureau，縮寫：IB）隸屬於香港警務處刑事及保安處刑事部，主要責任為指紋識別、法證攝影及處理脫氧核糖核酸事務。該科的任務是從罪案現場尋找指紋從而進行指紋識別，及向法庭就鑑定身份事宜提供專家證據。

## 歷史
2008年3月，第三代的電腦輔助掌紋及指紋鑑證系統的裝置程序正式投入服務新型系統除了能夠搜集偵查案件發生現場所搜集到的指紋及掌紋外，相比起上兩代的系統，可以大大地提高圖紋印證搜集偵查的效率。同時，準確性亦不斷增加，由第一代的70%、第二代的80%，至現在的90%。以往鑑證科每月經過電腦系統成功辨別證明45宗案件的指紋，現在多達80宗。這項最先進及精密的科技推出後，使到香港警務處成為世界上擁有最完善指紋識別設備的警隊之一。
2010年代，軍械法證科併入鑑證科。
2011年，於保安局領導下，鑑證科於年內推行了性罪行定罪紀錄查核機制，為香港僱主提供可靠渠道，讓他們在聘請僱員從事與兒童或精神上無行為能力人士有關的工作時，能夠了解申請人是否曾經干犯過性罪行的定罪紀錄。

## 組織
- 鑑證科：由一名高級警司出任主管，由一名警司出任副主管。
  - 支援課：由一名總督察領導。
  - 電腦輔助指紋鑒證系統課（英文：Computer Assisted Fingerprint Identification System Section）：由一名總督察領導，下設一名高級督察。
  - 先進科技課（英文：Advanced Technology Section）：由一名總督察領導，下設兩名高級督察。
  - 罪案現場課（英文：Scenes of Crime Section）：由一名總督察領導，下設3名高級督察/督察。
  - 攝影課（英文：Photographic Section）：由一名總督察領導，下設一名警署警長、一名高級特別攝影師（英文：Senior Special Photographer）和一名一級特別攝影師（英文：Special Photographer I）。
  - 無犯罪紀錄證明書及犯罪紀錄資料辦事處：由一名一級行政主任領導。
  - 性罪行定罪紀錄查核辦事處：由一名一級行政主任領導。
  - 軍械法證課

### 歷任主管
- 杜輝宜高級警司（？至今）

## 遴選訓練
投考加入鑑證科的人員必須先通過傾向測試及面試，通過後會經過挑選，參與為期8星期的入門課程，於考試合格後，會被調動派遣到鑑證科的不同部門，及接受培育訓練。於鑑證科服務滿3年後，可以參與中班課程。視乎表現及才能，合資格者會於稍後階段被挑選參與高級指紋課程，再經過進一步的考核後，才會被考慮挑選為指紋專家。此外，鑑證科一直為人員提供持續培育訓練，經常邀請海外專家到訪舉辦專題講學，人員亦會出席不同講座，研究討論會及海外課程等等。

## 大事記
- 德福花園五屍命案，鑑證科使用當時最先進的多波段光源機在受害人府上蒐集證據，尋找到及成功辨別確認疑犯的指模，成功破案及將疑犯繩之於法。
- 性工作者連環兇殺案，鑑證科在其中一處案件發生現場的門框尋找到一副掌紋，使用當時新購入的電腦輔助掌紋及指紋鑑證系統進行辨別認證，於12小時識破疑犯身份，並且將其繩之於法。
- 馬尼拉人質事件

## 以鑑證科為題材的作品

### 電視劇
- 《鑑證實錄》
- 《鑑證實錄II》

## 相關參見
- 軍械法證科